# Dimitri Peters
Dimitri Peters (4 de maio de 1984) é um judoca alemão.
Foi medalhista de bronze nos Jogos Olímpicos de Verão de 2012 em Londres